# Змиенко, Яков Никифорович
Яков Никифорович Змиенко — советский хозяйственный, государственный и политический деятель, Герой Социалистического Труда.

## Биография
Родился в 1922 году в селе Степное. Член КПСС с 1956 года.
Участник Великой Отечественной войны. С 1945 года — на хозяйственной, общественной и политической работе. В 1945—1982 гг. — тракторист, бригадир тракторно-полеводческой бригады колхоза имени Ворошилова и совхоза имени Калинина, механизатор широкого профиля совхоза «Каменский» Таврического района Восточно-Казахстанской области Казахской ССР.
Указом Президиума Верховного Совета СССР от 13 декабря 1972 года присвоено звание Героя Социалистического Труда с вручением ордена Ленина и золотой медали «Серп и Молот».
Избирался депутатом Верховного Совета Казахской ССР 9-го созыва.
Умер в ноябре 2005 года.